# Massacre au camp d'été (série de films)
 (octobre 2024).
Si vous disposez d'ouvrages ou d'articles de référence ou si vous connaissez des sites web de qualité traitant du thème abordé ici, merci de compléter l'article en donnant les références utiles à sa vérifiabilité et en les liant à la section « Notes et références ».
 Pour plus de détails, voir Fiche technique et Distribution
Massacre au camp d'été (Sleepaway Camp) est une série de films d'horreur américains composée de cinq films sortis entre 1983 et 2012. 
La franchise se concentre principalement sur la tueuse en série Angela Baker et des meurtres qu'elle commet dans les camps d'été.

## Chronologie
Première ligne chronologique
| Massacre au camp d'été | Massacre au camp d'été | Massacre au camp d'été | Massacre au camp d'été | Massacre au camp d'été | Massacre au camp d'été |  |  | Massacre au camp d'été 2 | Massacre au camp d'été 2 | Massacre au camp d'été 2 | Massacre au camp d'été 2 | Massacre au camp d'été 2 | Massacre au camp d'été 2 |  |  | Massacre au camp d'été 3 | Massacre au camp d'été 3 | Massacre au camp d'été 3 | Massacre au camp d'été 3 | Massacre au camp d'été 3 | Massacre au camp d'été 3 |  |  | Massacre au camp d'été 4 | Massacre au camp d'été 4 | Massacre au camp d'été 4 | Massacre au camp d'été 4 | Massacre au camp d'été 4 | Massacre au camp d'été 4 |  |  |
| Massacre au camp d'été | Massacre au camp d'été | Massacre au camp d'été | Massacre au camp d'été | Massacre au camp d'été | Massacre au camp d'été |  |  | Massacre au camp d'été 2 | Massacre au camp d'été 2 | Massacre au camp d'été 2 | Massacre au camp d'été 2 | Massacre au camp d'été 2 | Massacre au camp d'été 2 |  |  | Massacre au camp d'été 3 | Massacre au camp d'été 3 | Massacre au camp d'été 3 | Massacre au camp d'été 3 | Massacre au camp d'été 3 | Massacre au camp d'été 3 |  |  | Massacre au camp d'été 4 | Massacre au camp d'été 4 | Massacre au camp d'été 4 | Massacre au camp d'été 4 | Massacre au camp d'été 4 | Massacre au camp d'été 4 |  |  |

Deuxième ligne chronologique
| Massacre au camp d'été | Massacre au camp d'été | Massacre au camp d'été | Massacre au camp d'été | Massacre au camp d'été | Massacre au camp d'été |  |  | Blood Camp | Blood Camp | Blood Camp | Blood Camp | Blood Camp | Blood Camp |
| Massacre au camp d'été | Massacre au camp d'été | Massacre au camp d'été | Massacre au camp d'été | Massacre au camp d'été | Massacre au camp d'été |  |  | Blood Camp | Blood Camp | Blood Camp | Blood Camp | Blood Camp | Blood Camp |

## Fiche technique
|                       | Massacre au camp d'été (1983) | Massacre au camp d'été 2 (1988) | Massacre au camp d'été 3 (1989) | Blood Camp (2008)                                                | Massacre au camp d'été 4 (2012)           |
| --------------------- | ----------------------------- | ------------------------------- | ------------------------------- | ---------------------------------------------------------------- | ----------------------------------------- |
| Réalisateur(s)        | Robert Hiltzik                | Michael A. Simpson              | Michael A. Simpson              | Robert Hiltzik                                                   | Jim Markovic                              |
| Producteur(s)         | Jerry Silva Michele Tatosian  | Jerry Silva Michael A. Simpson  | Jerry Silva Michael A. Simpson  | Robert Hiltzik Thomas E. van Dell                                | Jim Markovic Krishna Shah                 |
| Producteurs exécutifs | Robert Hiltzik                | Stan Wakefield                  | Stan Wakefield                  | Jeffrey D. Erb Joe Nicolo Ash Pamani Jonathan Sachar F.X. Vitolo | Gerald Muller                             |
| Scénariste            | Robert Hiltzik                | Fritz Gordon                    | Fritz Gordon                    | Robert Hiltzik                                                   | Tommy Clohessy                            |
| Montage               | Ron Kalish Sharyn L. Ross     | John David Allen                | John David Allen Amy Carey      | Ron Kalish                                                       | Dustin Ferguson Chris Hayes Pedro Padilla |
| Musique               | Edward Bilous                 | James Oliverio                  | James Oliverio                  | Rodney Whittenberg                                               | John Altyn                                |
| Budget                | 350 000 $                     | 465 000 $                       | 465 000 $                       | 4 000 000 $                                                      | indeterminé                               |
| Sortie américaine     | 18 novembre 1983              | 26 août 1988                    | 4 août 1989                     | 4 novembre 2008                                                  | 24 mars 2012                              |
| Durée                 | 84 minutes                    | 80 minutes                      | 84 minutes                      | 86 minutes                                                       | 70 minutes                                |
| Pays d'origine        | États-Unis                    | États-Unis                      | États-Unis                      | États-Unis                                                       | États-Unis                                |
| Genre                 | Horreur et slasher            | Horreur et slasher              | Horreur et slasher              | Horreur et slasher                                               | Horreur et slasher                        |

## Distribution
| Personnages              | Films                         | Films                           | Films                           | Films             | Films                           |
| Personnages              | Massacre au camp d'été (1983) | Massacre au camp d'été 2 (1988) | Massacre au camp d'été 3 (1989) | Blood Camp (2008) | Massacre au camp d'été 4 (2012) |
| ------------------------ | ----------------------------- | ------------------------------- | ------------------------------- | ----------------- | ------------------------------- |
| Angela Baker             | Felissa Rose                  | Pamela Springsteen              | Pamela Springsteen              | Felissa Rose      | Carrie Chambers                 |
| Ronnie Angelo            | Paul DeAngelo                 |                                 |                                 | Paul DeAngelo     |                                 |
| Ricky Thomas             | Jonathan Tiersten             |                                 |                                 | Jonathan Tiersten |                                 |
| Meg                      | Katherine Kamhi               |                                 |                                 |                   |                                 |
| Paul                     | Christopher Collet            |                                 |                                 |                   |                                 |
| Judy                     | Karen Fields                  |                                 |                                 |                   |                                 |
| Mel Costic               | Mike Kellin                   |                                 |                                 |                   |                                 |
| Molly Nagle              |                               | Renée Estevez                   |                                 |                   |                                 |
| Ally Burgess             |                               | Valerie Hartman                 |                                 |                   |                                 |
| T.C.                     |                               | Brian Patrick Clarke            |                                 |                   |                                 |
| Oncle John               |                               | Walter Gotell                   |                                 |                   |                                 |
| Mare                     |                               | Susan Marie Snyder              |                                 |                   |                                 |
| Marcia Holland           |                               |                                 | Tracy Griffith                  |                   |                                 |
| Tony DeRaro              |                               |                                 | Mark Oliver                     |                   |                                 |
| Cindy Hammersmith        |                               |                                 | Kim Wall                        |                   |                                 |
| Riff                     |                               |                                 | Daryl Wilcher                   |                   |                                 |
| Lily Miranda             |                               |                                 | Sandra Dorsey                   |                   |                                 |
| Frank Kostic             |                               |                                 |                                 | Vincent Pastore   |                                 |
| Linda                    |                               |                                 |                                 | Jackie Tohn       |                                 |
| Alan                     |                               |                                 |                                 | Michael Gibney    |                                 |
| Mickey                   |                               |                                 |                                 | Lenny Venito      |                                 |
| Karen                    |                               |                                 |                                 | Erin Broderick    |                                 |
| Weed                     |                               |                                 |                                 | Adam Wylie        |                                 |
| Eugène, le chasseur      |                               |                                 |                                 |                   | Victor Campos                   |
| Jack, le garde forestier |                               |                                 |                                 |                   | John Lodico                     |